# Remilly-en-Montagne
Remilly-en-Montagne település Franciaországban, Côte-d’Or megyében. Lakosainak száma 154 fő (2022. január 1.). Remilly-en-Montagne Mesmont, Grenant-lès-Sombernon, Agey, Barbirey-sur-Ouche, Échannay és Sombernon községekkel határos.

## Népesség
A település népessége az elmúlt években az alábbi módon változott:
| Lakosok száma | 104  | 70   | 93   | 128  | 142  | 148  | 149  | 151  | 152  | 154  |
|               | 1968 | 1982 | 1990 | 2006 | 2013 | 2015 | 2017 | 2019 | 2020 | 2022 |